# Уилис Тодхънтър Балард
Уилис Тодхънтър Балард (на английски: Willis Todhunter Ballard) е американски писател на уестърни, криминални романи и трилъри. Освен под собственото си име пише и под псевдонимите Джек Слейд (на английски: Jack Slade), У.Т.Балард (на английски: W T Ballard), П.Д.Балард, Браян Агар, Паркър Бонер, Сам Боуи, Уолт Брус, Хънтър Далард, Браян Фокс, Джон Грейндж, Джон Хънтър, Нийл Макнийл, Клинт Рено, Джон Шепърд, Клей Търнър, и Харисън Хънт (общ псевдоним с писателя Норберт Дейвис).

## Биография и творчество
Уилис Балард е роден на 13 декември 1903 г. в Кливланд, Охайо, САЩ. Син на Фредрик Уейн Балард електроинженер и Корделия Тодхънтър.
Посещава училищата в Кливланд и Уестън, Пенсилвания. През 1926 г. той завършва колежа „Уилмингтън“ в Уилмингтън, Охайо. Веднага след колежа той започва да работи за компанията на баща си, „FW Балард Company“, като електроинженер по изграждане на електроцентрали и електропроводи, в продължение на две години.
Работата изисква последователност и дисциплина, а това не е в неговия характер, и той иска да се насочи към литературата – към нея има влечение още от 12-годишна възраст, когато написва първият си разказ. Пише за различни списания като „Saturday Evening Post“, „Colliers“, „Argosy“, „McCall’s“, „Esquire“ и „Liberty“. Първата си история „Gambler's Luck“ Балард публикува през 1927 г.
Постепенно Балард се насочва и към Холивуд. През 1929 г. започва за кратко в „Warner Brothers“, а после се прехвърля в „Columbia“, където работи като сценарист, радактор и продуцент на уестърни, често без заплащане, до 1934 г.
През 1933 г. започва да пише истории за известното списание „Черната маска“ и неговите серии комикси. Заедно с Реймънд Чандлър, Дашиъл Хамет и Ърл Стенли Гарднър, той е един от най-популярните сътрудници на списанието сред читателите. От 1933 г. до 1942 г. неговият герой Бил Ленъкс, безкомпромисен частен детектив в Холивуд, е един от основните в 27 истории в серията.
На 5 февруари 1936 г. се жени за Фийби Дуигън, писателка. Имат син – Уейн Балард.
Мобилизиран е през Втората световна война и от 1942 г. до 1946 г. работи като цивилен в медийното осигуряване на армията в „Write Patterson Field“ в Охайо. След войната започва да пише романи под собственото си име и под много псевдоними.
Балард винаги е имал привързаност към уестърна и след 50-те започва да пише само в този жанр. През 1965 г. печели наградата „Spur“ на Асоциацията на писателите на уестърни на Америка за най-добър исторически роман на годината за „Gold in California“.
Балард е написал 95 романа, от които 78 уестърна, стотици разкази за списания и над петдесет телевизионни сценария. Почти всички тези истории са в жанра на трилъра и уестърна. Една от най-известните му серии уестърни, написани под псевдонима Джек Слейд, е „Ласитър“.
Бил е заместник-председател на Асоциацията на писателите на уестърни на Америка. Обичал е да пътува и да слуша разкази за историята на Запада, да ходи на риболов.
Уилис Балард умира на 27 декември 1980 г. в Моунт Дора, Флорида.

## Произведения
Поради факта, че Уилис Балард пише под различни псевдоними и има многобройни издания, за него няма пълна и точно съставена библиография.

### Произведения написани като Тодхънтър Балард или други отделни псевдоними

#### Самостоятелни романи
- Murder Picks the Jury (1947) – под псевдонима Харисън Хънт
- The Circle C Feud (1952)
- Incident at Sun Mountain (1952)
- Showdown (1953) – в съавторство с Джеймс С. Линч
- High Iron (1953)
- West of Justice (1954)
- Blizzard Range (1955)
- Trigger Trail (1955)
- The Package Deal (1956)
- Roundup (1956)
- Guns of the Lawless (1956)
- Trail Town Marshal (1957)
- Ride the Wind South (1957)
- Saddle Tramp (1958)
- Rawhide Gunman (1958)
- Trouble on the Massacre (1959)
- The Night Riders (1961)
- Gold Fever in Gopher (1962)
- Gopher Gold (1962)
- They Rode At Night (1962)
- The Night Riders (1963)
- Westward the Monitors Roar (1963)
- Desperation Valley (1964)
- Gold in California! (1965) – награда „SPUR“ за най-добър исторически роман на годината
- Fight or Die (1967)
- Plunder Canyon (1967)
- The Californian (1971)
- Nowhere Left to Run (1972)
- Trouble on the Massacre (1972)
- Loco and the Wolf (1973)
- Home to Texas (1974)
- Gold Goes to the Mountain (1974) – под псевдонима Клей Търнър
- Trails of Rage (1976)
- The Sheriff of Tombstone (1977)
- Sheriff of Tombstone (1977)
- Applegate's Gold (1985)
- Hollywood Troubleshooter (1985) – в съавторство с Джеймс Л. Трейлор

#### Самостоятелни романи написани под псевдонима П.Д.Балард
- Age of the Junkman (1963)
- End of a Millionaire (1964)
- Gunlock (1968)
- Brothers in Blood (1972)
- The Death Brokers (1973)

#### Самостоятелни романи написани под псевдонима Браян Агар
- Have Love, Will Share (1961)
- The Sex Web (1967)
- Land of Promise (1967)

#### Самостоятелни романи написани под псевдонима Сам Боуи
- Thunderhead Range (1959)
- Gunlock (1968)
- Chisum (1970)
- Train Robbers (1973)
- Canyon War (1980)

#### Самостоятелни романи написани под псевдонима Джон Хънтър
- Don't Ride Home Again (1967)
- A Canyon Called Death (1968)
- The Burning Land (1973)

#### Самостоятелни романи написани под псевдонима Ник Картър
- Gambler's Gun (1973)
- Caribbean Cadre (The Kremlin File) (1976)

#### Серия „Тони Костийн/Бърт Маккол“ (Tony Costaine/Bert McCall) – под псевдонима Нийл Макнийл
1. Death Takes an Option (1958)
2. Third on a Seesaw (1959)
3. Two Guns for Hire (1959)
4. Hot Dam (1960)
5. The Death Ride (1960)
6. Mexican Stay Ride (1962)
7. The Spy Catchers (1966)

#### Серия „Виджиланте“ (Vigilante) – под псевдонима Клинт Рено
1. Sun Mountain Slaughter (1974)
2. Sierra Massacre (1974)

#### Документалистика
- How to Be a Newspaperman (1942
- How to Defend Yourself, Your Family, and Your Home: A Complete Guide to Self-protection (1967

### Произведения написани под псевдонима Джек Слейд

#### Серия „Ласитър“ (Lassiter)
1. Lassiter (1967) – под псевдонима Паркър Бонер
2. Bandido (1968)
3. The Man from Yuma (1968)
4. The Man from Cheyenne (1968)
5. A Hell of a Way to Die (1969)
6. High Lonesome (1969)
7. Sidewinder (1969)
8. The Man from Del Rio (1969)
9. The Man from Lordsburg (1970)
10. Gunfight at Rio Junction (1970)
11. Funeral Bend (1970)
12. The Man from Tombstone (1971)
13. Guerilla (1972)
14. The Badlanders (1973)
15. Gutshooter (1973)
16. Hell At Yuma (1974)
17. Ride Into Hell (1974)
18. Blood River (1974)
19. Rimfire (1974)
20. Apache Junction (1975)
21. Durango Kill (1976)
22. The Man From Papago Wells (1976)
23. Lust for Gold (1977)
24. Hangman (1977)
25. Cattle Baron (1977)
26. Wolverine (1978)
27. Five Graves for Lassiter (1979)
28. Big Foot's Range (1979)
29. Brother Gun (1980)
30. Redgate Gold (1981)

#### Серия „Гатлинг“ (Gatling)
1. Zuni Gold (1989)
2. Outlaw Empire (1989)
3. Border War (1989)
4. South of the Border (1989)
5. The War Wagon (1989)
6. Butte Bloodbath (1990)

#### Самостоятелни романи
- Rapid Fire (1993)
- Texas Renegade (1993)
- Bonito Deputy (2010)

#### Серия „Сънданс“ (Sundance) – извадка
11. Comancheros (1973)
12. Renegade (1974)
13. Honcho (1974)
24. Canyon Kill (1978)
25. Blood Knife (1979)
от серията има общо 43 романа от различни други автори

### Произведения написани под псевдонима У. Т. Балард

#### Серия „Бил Ленокс“ (Bill Lennox)
1. Say Yes to Murder, (Demise of a Louse) (1942)
2. Murder Can't Stop (1946)
3. Dealing Out Death (1948)
4. The Murder in Hollywood (1951)
5. Lights, Camera, Murder (1954) – под псевдонима Джон Шепърд

#### Серия „Макс Хънтър“ (Max Hunter)
1. Pretty Miss Murder (1961)
2. The Seven Sisters (1962)
3. Three for the Money (1963)

#### Самостоятелни романи
- Murder in Hollywood (1951)
- Walk in Fear (1952)
- Chance Elson (1958)
- Murder Las Vegas Style (1958)
- Fury in the Heart (1959)
- Mexican Slay Ride (1962)